# Юріс Гартманіс
Юріс Гартманіс (латис. Juris Hartmanis; 5 липня 1928 — 29 липня 2022)  — американський науковець латиського походження, відомий через свої внески в теорію складності обчислень. Лауреат премії Тюрінга 1993 року.

## Деякі праці

### Статті
- Hartmanis, Juris; Stearns, Richard E. (1965). On the computational complexity of algorithms. Transactions of the American Mathematical Society. AMS. 117: 285—306. doi:10.2307/1994208. (англ.)
- Berman, L.; Hartmanis, J. (1977), On isomorphisms and density of NP and other complete sets, SIAM Journal on Computing, 6 (2): 305—322, doi:10.1137/0206023 (англ.)

### Книги
- Hartmanis, Juris; Stearns, Richard E. (1966). Algebraic structure theory of sequential machines (PDF). Prentice-Hall international series in applied mathematics. Т. 147. Englewood Cliffs, NJ: Prentice-Hall. ISBN 978-0130222770. Архів оригіналу (PDF) за 11 серпня 2016. Процитовано 1 червня 2016. (англ.)